# Археологический музей ЛНУ имени Ивана Франко

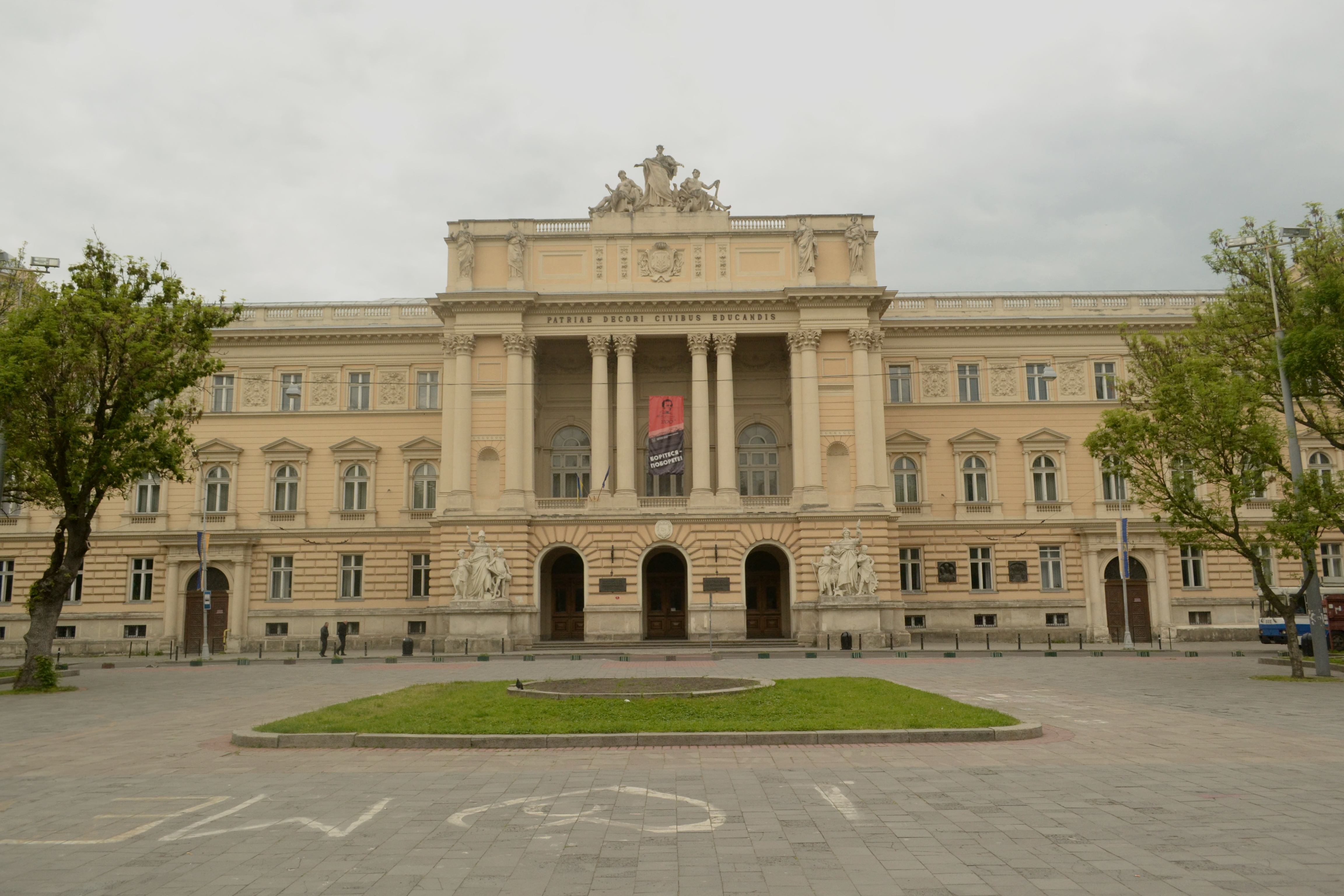
Львовский университет им. И. Франко

Археологический музей ЛНУ им. И. Франко — расположен во Львовском национальном университете им. И. Франко.

## История создания музея
Формирование археологических коллекций во Львовском университете (тогда Львовском университете короля Яна Казимира) началось в 1893 г. , когда благодаря усилиям профессора классической филологии Людвика Цвиклинского был создан Археологический кабинет, который финансировался за счет правительственных дотаций и частных пожертвований. Тогда экспозиция состояла из оригиналов, копий, фотографий и рисунков памятников античного искусства, а также коллекции (около 1,5 тыс. находок) из раскопок профессора Исидора Шараневича на могильнике высоцкой культуры у с. Чехи.
Со временем коллекция Археологического музея пополнялась за счет ежегодных археологических экспедиций сотрудников университета, работников отдела археологии Института общественных наук АН УССР, а также случайно обнаруженных предметов, которые поступали от студентов, учителей истории, краеведов.

## Экспозиция музея
В настоящее время коллекция Археологического музея ЛНУ им. И. Франко, разместившаяся в 4 залах, включает археологические материалы, охватывающие период развития человека, начиная от палеолита и заканчивая поздним средневековьем.
ЗАЛ I. Период палеолита и мезолита.
В первом зале демонстрируются материалы периода древнего каменного века в Среднем Поднестровье, многочисленные орудия труда из кремня и предметы быта, обнаруженные на стоянках первобытного человека близ с. Молодово Черновицкой области. Они демонстрируют, как постепенно совершенствовалась техника изготовления орудий — от примитивных, грубо обитых камней и ручных рубил до разнообразных специализированных изделий из кремня и костей животных. Дополнением экспозиции является диорама-реконструкция палеолитического наземного жилища, остатки которого обнаружены на этой же памятке. Его считают одним из старейших в Европе и датируют возрастом более 40 тысяч лет. Представление о тогдашней фауне составляют экспонируемые кости ископаемых животных, в частности, мамонта, шерстистого носорога, северного оленя.
В этом же зале выставлены материалы мезолитических времен — миниатюрные кремнёвые орудия с острыми краями (микролиты), которые служили вкладками к копьям, гарпунам, а также наконечниками стрел. Эти инструменты свидетельствуют о переходе первобытных людей к индивидуальным формам охоты.
ЗАЛ II. Период неолита, энеолита и ранней бронзы.
Второй зал отражает историю человека во время неолита, медно-каменного и ранних этапов бронзового века. Неолитический время представлен находками культуры линейно-ленточной керамики из многослойной достопримечательности вблизи с. Тадани. Это находки разнообразных кремнёвых орудий труда и керамической посуды.
Богато представлен в экспозиции музея период энеолита. Ареал исследованных памятников охватывает земли исторической Галичины и Волыни — это памятники вблизи Белза, Червонограда, Зимнего, Листвина, Тадани, Голышева, Добрячин, Хоровая и ряда др. Представлены целые формы керамической посуды, пряслица, многочисленные кремнёвые орудия труда (топоры, серпы, ножи, скребки), костяные изделия (шилья, проколки, декоративные нашивки и накладки на одежду), принадлежавших населению таких культур, как лендельская, воронковидных кубков.
Особое место в экспозиции занимает раздел, посвящённый трипольской культуре. В экспозиции представлены расписные керамические горшки с. Кошилевцы и расписная миска из трипольского поселения в пещере Вертеба вблизи с. Бильче-Золотое. Важное место отведено и трипольской зооморфной и антропоморфной пластике.
Ранний период бронзового века представлен артефактами таких культур, как шнуровой керамики, городецко-здовбицкой, стжижовской. Эти находки происходят из памятников Зозов, Хренники, Городок, Хорив, Кунисовцы, Млинов. Это преимущественно керамическая посуда, украшенная врезными разнообразными линейными орнаментами в виде веревки, кремнёвые орудия труда — топоры, серпы, наконечники копий и стрел, ножи, края которых заострены ретушью. Внимание привлекают медные рыболовные крючки из Городка Волынской обл.
ЗАЛ III. Период поздней бронзы и раннего железа.
Третий зал освещает вехи истории в период позднебронзовой эпохи и раннего железа. Эти находки относятся к комаровской, лужицкой, Ноуа, Высоцкой, Латенской культурам.
Интересен раздел, посвящённый комаровские культуре, в котором представлен богатый погребальный инвентарь из курганного захоронения вблизи с. Иванна Ровенской обл. Это разнообразные глиняные сосуды — от миниатюрных до гигантских, бронзовые кинжал, наручные и ножные браслеты. Среди экспонатов, которые характеризуют культуру Ноуа, интересны изделия из бронзы — кельт и различные бронзовые орудия. Они сопровождаются демонстрацией керамических форм, происходящих из памятников вблизи сел Демьянов, Островок, Макаровка.
Особого внимания заслуживает экспозиция, посвящённая Высоцкой культуре, поскольку первенство в её обнаружении и исследовании принадлежит ученым Львовского университета — М. Грушевскому, И. Шараневичу, Т. Сулимирскому, Л. Крушельницкой.
Это различные формы керамической посуды (некоторые из которых происходят из раскопок И. Шараневича), фрагменты керамической изображение птицы, изделия из кремня — серпы, ножи. Уровень развития высоцкой культуры освещают материалы с грунтового могильника, исследованного в окрестностях г. Золочева. Они представлены декоративными изделиями из металла, миниатюрными глиняными сосудами и другими вещами.
В экспозиции также предметы материальной культуры населения греческих колоний Северного Причерноморья. Происходят они в основном из Ольвии, Херсонеса Таврического, Тиры. Это предметы бытового обихода, различные формы глиняной посуды.
ЗАЛ IV. Древние славяне и Киевская Русь.
Четвёртый зал экспозиции музея посвящён истории восточных славян до середины ХІІI ст. Здесь представлены материалы липицкой, пшеворской, черняховской, пражско-корчацкой культур. Интересна коллекция предметов вооружения пшеворской воинов и комплекс железных орудий труда черняховских племен. Среди этого многообразия заслуживают внимания римские импорты из богатого липицкого захоронения вблизи с. Чижикова — бронзовые Ойнохойя и миска, подтверждающие тесные связи западноукраинских земель с античной цивилизацией.
Важное место в экспозиции музея занимают находки из одного из немногих раннеславянских городищ у с. Холодно Волынской обл. Это прежде всего различные изделия из металлов — украшения, предметы быта, литейные формы и тигли для изготовления различных изделий.
Княжеский период VIII—XIII вв. представлен находками из летописных Галича, Плеснеска, Судовой Вишни. В Плиснеске были найдены разнообразные изделия из металлов — предметы вооружения (наконечники стрел, копий, топоры), орудия труда (наральники, чересла), украшения (кольца, подвески), стеклянные браслеты. Привлекают внимание глиняные расписные писанки. Несколько керамических плиток с рельефным орнаментом происхождением из княжеского Галича.
Адрес: Украина, г. Львов, ул. Университетская 1, ауд. 337